# Передняя

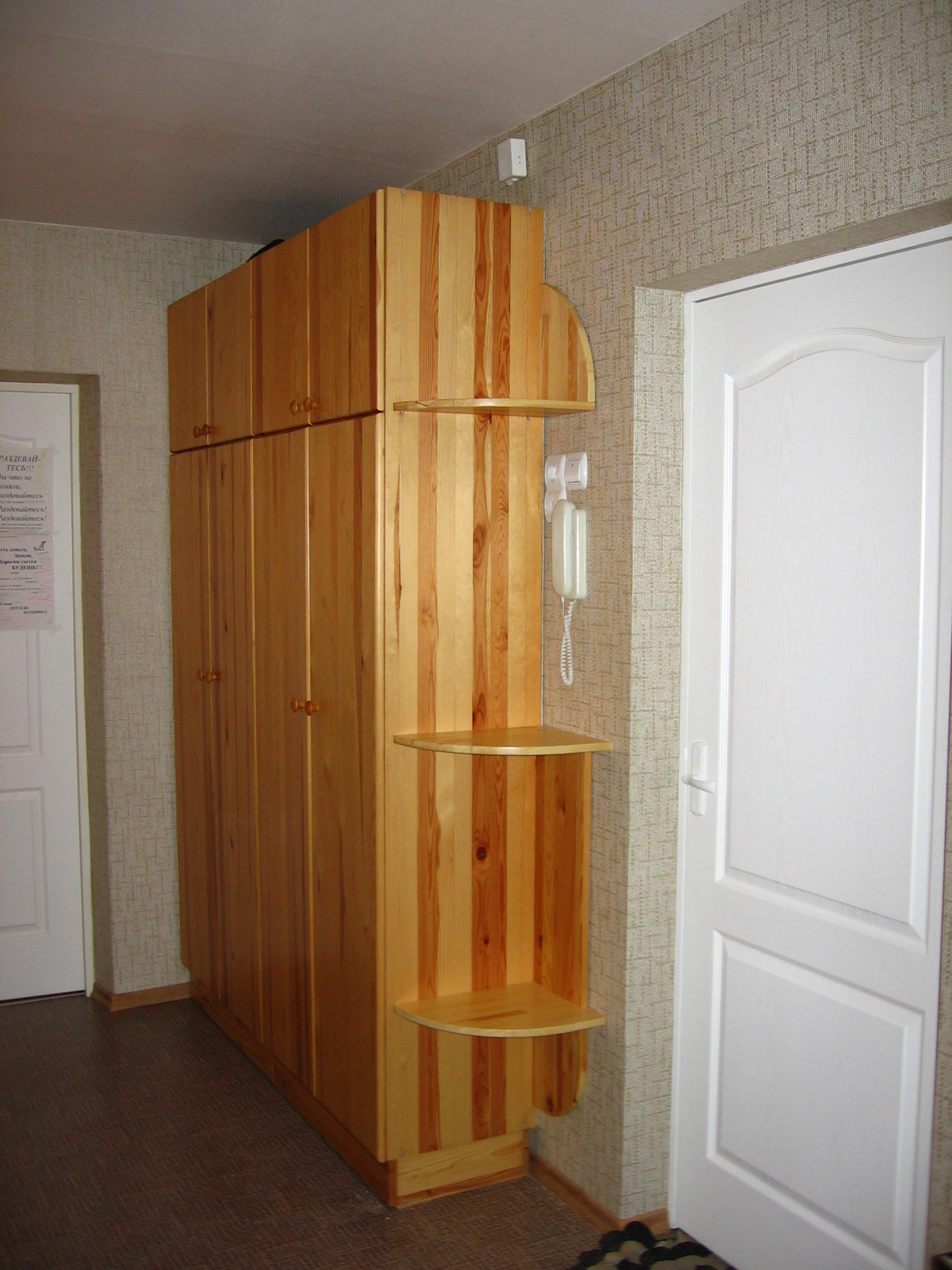
Прихожая в квартире

Пере́дняя, прихожая — часть жилого помещения (квартиры, частного дома), располагающаяся сразу за входом в него.
Поскольку передняя является переходным пространством между наружным и внутренними помещениями, она, как правило, имеет шкаф для одежды либо вешалку для одежды, тумбу для обуви и обычно имеет не ковровое напольное покрытие, а дощатое, линолеумное или плиточное, что делает это помещение легким для уборки (гигиеничным). Во многих домах нет передней; в них входная дверь ведет в фойе или прямо в гостиную или в какую-нибудь другую комнату в доме.
Во многих частных домах роль передней играет остеклённое крыльцо либо сени, предназначенные для хранения обуви, верхней одежды и влажной одежды перед входом в дом. Помимо помещения для хранения, они также служат для повышения чистоты в доме.

## Архитектурные требования для передней
Ширина передней не должна быть менее 1,4 м. В передней следует предусмотреть место для вешалки длиной не менее, м: 0,8 — для 1—2 комнатных квартир; 1,2 — в квартирах с более чем двумя комнатами.
Встроенные шкафы не должны сокращать минимально допустимую ширину передней.